# Liste des parcs d'État de l'Ohio
Ce qui suit est une liste des parcs d'État de l'Ohio aux États-Unis d'Amérique par ordre alphabétique. Ils sont gérés par l'Ohio Department of Natural Resources.

## Mémorials d'État
- Adena
- Buckeye Furnace
- Campbell Mound
- Flint Ridge
- Friends Meeting House
- Fort Ancient
- Fort Hill
- Glendower
- Leo Petroglyph
- Miamisburg Mound
- Serpent Mound
- Tarleton Cross Mound

## Régions sauvages
- Acadia Cliffs
- Fox Lake
- Sunday Creek
- Waterloo

## Réserves naturelles d'État
- Blackhand Gorge
- Conkles Hollow
- Marie J. Desonier
- Johnson Woods
- Lake Katharine
- Riddle
- Rockbridge
- Wahkeena